# Konventionsmethode
Eine Konventionsmethode oder Konventionalmethode ist eine Methode, bei der nach einem genau festgelegten Verfahren vorgegangen wird, um vergleichbare Ergebnisse zu erhalten. Derartige Methoden werden häufig bei amtlichen Untersuchungen von Lebensmitteln angewandt. Alle Parameter der Vorschrift müssen dabei exakt eingehalten werden. In der Chemie ist der erhaltene Wert in vielen Fällen nur ein (vergleichbares) Charakteristikum für den tatsächlichen Wirkstoffgehalt und entspricht nicht genau dem tatsächlichen Gehalt.

## Beispiele
- Fettkennzahlen
- Methode nach Luff-Schoorl
- Pyknometrie
- Permanganatzahl